# Myrtle Maclagan
Myrtle Ethel Maclagan, MBE (* 2. April 1911 in Ambala, Britisch-Indien; † 11. März 1993 in Surrey, Vereinigtes Königreich) war eine englische Cricketspielerin, die zwischen 1934 und 1951 für die englische Nationalmannschaft spielte und 1951 für zwei Tests ihre Kapitänin war.

## Kindheit und Ausbildung
Maclagan wurde als Tochter eines Offiziers der Royal Engineers in Indien geboren. Nachdem ihr Vater aus dem Militärdienst ausgeschieden war, wurde er Bursar am Haileybury College, und Maclagan wuchs in England auf. Sie besuchte die Royal School in Bath und war dort ab dem Alter von 12 Jahren über sechs Jahre Teil der Cricket-Mannschaft. Dort wurde sie unter anderem vom ehemaligen englischen Nationalspieler und leg-spinner Tich Freeman trainiert.

## Aktive Karriere
Maclagan spielte für Surrey und wurde dann für die erste Tour der englischen Nationalmannschaft nach Australien und Neuseeland eingeladen. Zusammen mit Betty Snowball spielte sie als Eröffnungs-Batterin. Dabei erzielte sie im ersten WTest überhaupt als Bowlerin 7 Wickets für 10 Runs und konnte ein Fifty über 72 Runs erreichen. Im zweiten Test erzielte sie das erste Century in einem WTest über 119 Runs und konnte dazu noch 4 Wickets für 33 Runs erzielen. Im abschließenden Test erreichte sie erst ein Fifty (50 Runs) und dann als Bowlerin drei (3/32) und vier (4/28) Wickets. In Neuseeland folgte ein Five-for über 5 Wickets für 22 Runs. Diese dominierende Leistung sorgte auch im Heimatland für Aufsehen, vor allem nachdem die Männer-Mannschaft im Sommer zuvor deutlich gegen Australien verloren hatte. So schrieb die Morgenpost:

„"No matter that we lost, mere nervy men,

Since England's women now play England's game,

Wherefore Immortal Wisden take your pen

And write MACLAGAN on the scroll of fame“

Im Sommer 1937 kam Australien nach England zum Gegenbesuch. Dort gelang ihr im ersten WTest ein Fifty über 89* Runs. Im zweiten Spiel der Serie konnte sie ein Century über 115 Runs erreichen und als Bolwerin 3 Wickets für 78 Runs beitragen. Dies sollte die letzte Tour vor dem Zweiten Weltkrieg sein, da die zunächst geplante Tour in der Saison 1939/40 nicht zu Stande kam.
Während des Zweiten Weltkriegs war sie Offizierin im Auxiliary Territorial Service und 1944 Teil des Flugabwehr-Regiments in Dover. Nach dem Krieg reiste sie in der Saison 1948/49 abermals mit dem Team nach Australien. Hier konnte sie im zweiten WTest 77 Runs am Schlag und 3 Wickets für 69 Runs als Bowlerin erzielen. Im dritten Spiel gegen Australien kamen dann noch einmal 4 Wickets für 67 Runs hinzu. Ihren letzten Einsatz in der Nationalmannschaft hatte sie im Sommer 1951 gegen Australien. Als Kapitänin erreichte sie noch einmal zwei Fifties (56 und 59 Runs) und ein Fife-for über 5 Wickets für 43 Runs.
 Ihr letztes Spiel bestritt sie 1963 im Alter von 52 Jahren für die Combined Services gegen die tourende australische Mannschaft in Aldershot, bei dem sie noch einmal 81* Runs erzielte.

## Nach der aktiven Karriere
Nachdem sie 1951 dem Women’s Royal Army Corps beigetreten war, leitete sie das Physical-Training-Corps und konnte in ihrer Karriere den Rang eines Majors erreichen. Im Jahr 1966 erhielt sie für ihre Dienste in der Armee den MBE. Nach ihrer Pension ließ sie sich in Camberley nieder. Im Jahr 1993 starb sie im Alter von 81 Jahren.